# Čerykaŭ
Čerykaŭ (bělorusky Чэрыкаў, rusky Чериков – Čerikov) je město v Mohylevské oblasti v Bělorusku. K roku 2017 mělo přes osm tisíc obyvatel a bylo správním střediskem Čerykaŭského rajónu.

## Poloha
Čerykaŭ leží na Soži, přítoku Dněpru. Od Mohyleva, správního střediska oblasti, je vzdáleno přibližně 77 kilometrů jihovýchodně. Nejbližší města v okolí jsou Slaŭharad na jihozápadě, Krasnapolle jižně, Kryčaŭ severovýchodně a Čavusy severozápadně.

## Dějiny
První zmínka je z roku 1460.

### Rodáci
- Naum Iljič Achijezer (1901–1980), matematik
- Alexandr Iljič Achijezer (1911–2000), fyzik